# 德博拉·查尔斯沃思
德博拉·查尔斯沃思（娘家姓：Maltby，1943年3月13日—）是一位英国群体遗传学家和进化生物学家，专攻性染色體与同源重組的进化，2001年当选爱丁堡皇家学会会员，2005年当选英国皇家学会会士，主要作品有入选牛津通识读本的《进化》（Evolution，与其丈夫布赖恩·查尔斯沃思合著）等。